# Adriaan van Maanen
Adriaan van Maanen (Sneek, 31 de março de 1884 — Pasadena, 26 de janeiro de 1946) foi um astrônomo neerlando-americano.

## Biografia
Van Maanen, nasceu em Frísia, estudou astronomia na Universidade de Utrecht e trabalhou na Universidade de Groningen. Em 1911, ele foi para os Estados Unidos para trabalhar como voluntário em um posto não remunerado no Observatório Yerkes. Dentro de um ano ele conseguiu uma posição no Observatório Monte Wilson, onde ele permaneceu ativo até sua morte em 1946.
Ele descobriu uma estrela que passou a ter seu nome, a estrela de Van Maanen.
Van Maanen ficou conhecido por suas medidas da velocidade rotacional de nebulosas espirais. Acreditanto que essa nebulosa fosse local, entrou em conflito com a descoberta de Edwin Hubble de que a Nebulosa de Andrômeda era um objeto estelar distante. Em 1935, foi demonstrado que as medidas de Maanen estavam incorretas.